# Żeglarstwo na Igrzyskach Azjatyckich 2014
Żeglarstwo na Igrzyskach Azjatyckich 2014 odbywał się w Wangsan Sailing Marina w Inczon w dniach 24 września – 1 października 2014 roku. Stu siedemdziesięciu siedmiu zawodników obojga płci rywalizowało w czternastu konkurencjach.

## Podsumowanie

### Klasyfikacja medalowa
| Klasyfikacja medalowa | Klasyfikacja medalowa | Klasyfikacja medalowa | Klasyfikacja medalowa | Klasyfikacja medalowa | Klasyfikacja medalowa |
| Miejsce               | państwo               | Złoto                 | Srebro                | Brąz                  | Razem                 |
| --------------------- | --------------------- | --------------------- | --------------------- | --------------------- | --------------------- |
| 1                     | Korea Południowa      | 4                     | 1                     | 1                     | 6                     |
| 2                     | Chiny                 | 3                     | 2                     | 2                     | 7                     |
| 3                     | Singapur              | 3                     | 2                     | 2                     | 7                     |
| 4                     | Hongkong              | 2                     | 2                     | 1                     | 5                     |
| 5                     | Tajlandia             | 1                     | 2                     | 6                     | 9                     |
| 6                     | Malezja               | 1                     | 2                     | 0                     | 3                     |
| 7                     | Japonia               | 0                     | 3                     | 1                     | 4                     |
| 8                     | Indie                 | 0                     | 0                     | 1                     | 1                     |
| Razem                 | Razem                 | 14                    | 14                    | 14                    | 42                    |

### Medaliści
| Konkurencja  | 1. miejsce                                                                                 | 2. miejsce                                                                                   | 3. miejsce                                                                 |           |
| Mężczyźni    | Mężczyźni                                                                                  | Mężczyźni                                                                                    | Mężczyźni                                                                  | Mężczyźni |
| ------------ | ------------------------------------------------------------------------------------------ | -------------------------------------------------------------------------------------------- | -------------------------------------------------------------------------- | --------- |
| Mistral      | Cheng Kwok Fai                                                                             | Natthaphong Phonoppharat                                                                     | Shi Chuankun                                                               |           |
| RS:X         | Wang Aichen                                                                                | Andy Leung                                                                                   | Ek Boonsawad                                                               |           |
| Optimist     | Park Sung-bin                                                                              | Raynn Kwok                                                                                   | Suthon Yampinid                                                            |           |
| Laser        | Ha Jee-min                                                                                 | Khairulnizam Afendy                                                                          | Colin Cheng                                                                |           |
| 420          | Malezja · Faizal Norizan · Ahmad Syukri Abdul Aziz                                         | Japonia · Ibuki Koizumi · Kotaro Matsuo                                                      | Singapur · Loh Jia Yi · Jonathan Yeo                                       |           |
| 470          | Korea Południowa · Kim Chang-ju · Kim Ji-hoon                                              | Japonia · Kazuto Doi · Kimihiko Imamura                                                      | Chiny · Lan Hao · Wang Chao                                                |           |
| Kobiety      |                                                                                            |                                                                                              |                                                                            |           |
| RS:One       | Weng Qiaoshan                                                                              | Sonia Lo                                                                                     | Siripon Kaewduang-ngam                                                     |           |
| RS:X         | Hayley Chan                                                                                | Sun Jiali                                                                                    | Sarocha Prumprai                                                           |           |
| Optimist     | Jodie Lai                                                                                  | Yu Huijia                                                                                    | Kamonchanok Klahan                                                         |           |
| Laser Radial | Zhang Dongshuang                                                                           | Manami Doi                                                                                   | Kamolwan Chanyim                                                           |           |
| 29er         | Tajlandia · Noppakao Poonpat · Nichapa Waiwai                                              | Singapur · Priscilla Low · Cecilia Low                                                       | Indie · Varsha Gautham · Aishwarya Nedunchezhiyan                          |           |
| 420          | Singapur · Kimberly Lim · Savannah Siew                                                    | Malezja · Nuraisyah Jamil · Umi Norwahida Sallahuddin                                        | Korea Południowa · Lee Na-kyung · Choi Seo-eun                             |           |
| Open         |                                                                                            |                                                                                              |                                                                            |           |
| Hobie 16     | Korea Południowa · Kim Keun-soo · Song Min-jae                                             | Tajlandia · Damrongsak Vongtim · Kitsada Vongtim                                             | Hongkong · Tong Yui Shing · Tong Kit Fong                                  |           |
| Match racing | Singapur · Maximilian Soh · Justin Wong · Andrew Paul Chan · Russell Kan · Christopher Lim | Korea Południowa · Park Gun-woo · Cho Sung-min · Kim Sung-wok · Yang Ho-yeob · Chae Bong-jin | Japonia · Wataru Sakamoto · Daichi Wada · Nobuyuki Imai · Yasuhiro Okamoto |           |